# Hinrich Lohse

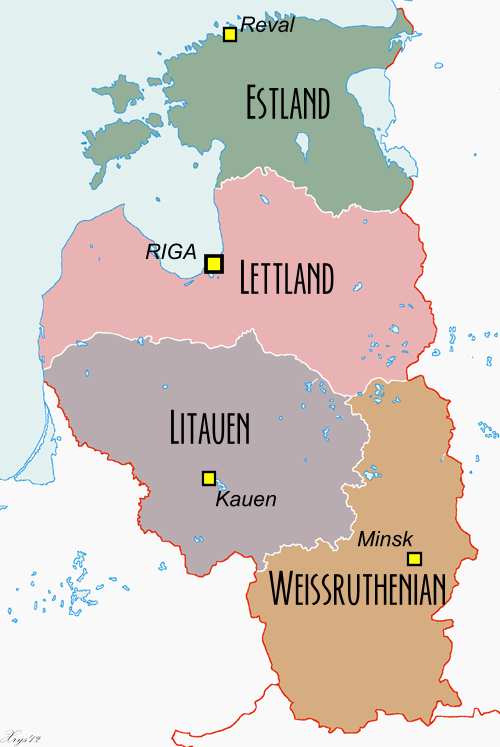
Rikskommissariatet Ostland.

Hinrich Lohse, född 2 september 1896 i Mühlenbarbek, död där 25 februari 1964, var en tysk nazistisk politiker. Han var 1941–1944 rikskommissarie för Rikskommissariatet Ostland.

## Biografi
Lohse var från 1928 ledamot av Preussens deputeradekammare och från 1932 av Tysklands riksdag för NSDAP. Efter det nazistiska maktövertagandet 1933 utsågs han till Oberpräsident i Provinsen Schleswig-Holstein, och 1934 blev han officer inom SA.
I juli 1941 utsågs Lohse till rikskommissarie för Rikskommissariatet Ostland, som bestod av Estland, Lettland, Litauen och Vitruthenien. I kraft av detta ämbete var Lohse ansvarig för det av Nazityskland förövade folkmordet på bland annat Lettlands judiska befolkning. Lohse, vars säte var beläget i Riga, var underordnad Alfred Rosenberg, riksminister för de av Tyskland ockuperade östliga territorierna.
Efter andra världskrigets slut arresterades Lohse av brittiska trupper. 1948 dömdes han till 10 års fängelse, men frisläpptes dock redan 1951 av hälsoskäl.